# چارلز بانیا
چارلز بانیا (انگلیسی: Charles Banya؛ زادهٔ ۱۸ سپتامبر ۱۹۹۳) بازیکن فوتبال اهل بریتانیا است.
از باشگاه‌هایی که در آن بازی کرده‌است می‌توان به باشگاه فوتبال ووکینگ، باشگاه فوتبال کراولی تاون، و باشگاه فوتبال فولام اشاره کرد.